# Svitávka
Svitávka é uma comuna checa localizada na região de Morávia do Sul, distrito de Blansko.